# Bálint Zoltán (pszichológus)
Bálint Zoltán (Temesvár, 1898. augusztus 21. – Kolozsvár, 1978. december 29.) lélektani szakíró.

## Életútja
A kolozsvári tudományegyetemen orvostudományt, lélektant, filozófiát és művészettörténetet hallgatott, 1917-től részt vett a Galilei Kör kolozsvári tanulókörének megszervezésében, háborúellenes propagandát folytatott, 1918 őszén a forradalmi diáktanács elnöke volt. Tisztviselői, majd tudományos kutatói elfoglaltsága mellett 1919–20-ban felelős szerkesztője a Kolozsvárt megjelenő Színház és Társaság című hetilapnak, helyettes szerkesztője a Hétfői Hírlapnak (1921), a kolozsvári szakszervezeti tanács titkára (1929–31). Az 1920-as évek elején a Keleti Újság, majd az 1920-ban induló Napkelet munkatársa.
Egyik alapító tagja volt a kolozsvári Lélektani Kutató Társaságnak; 1935-ben bekapcsolódott a Dimitrie Gusti professzor vezette falumonográfiai munkába, s a bukaresti Koós Ferenc Körben kiképző iskolát szervezett a magyar falumunkacsoportok számára. 1948–49-ben a kétnyelvű Clinica et Laboratorium című orvosi szemlét szerkesztette. Cikkei jelentek meg a kolozsvári diákság forradalmi szerepéről (Bécsi Magyar Újság, 1923. augusztus 26.), a prostitúcióról (Clujul Medical 1924/9–10), a pályaválasztásról (A Hírnök, 1929. október 15.), a lélektani kutatómunkáról (Erdélyi Iskola, 1939–40/5–6), a gyógyszergyártásról (Clinica et Laboratorium 1949/1), a kolozsvári galileistákról (Korunk, 1957/10), a Gusti-féle monografikus iskola kapcsolatairól a magyar ifjúsággal (A Hét 1972/38).